# Emídio Graça
Pour les articles homonymes, voir Graça.
Emídio Graça, de son nom complet Emídio da Silva Graça, est un footballeur portugais né le 17 mai 1931 à Setúbal et mort en 1992. Il évoluait au poste de milieu.
Il est le frère de Jaime Graça, aussi footballeur international portugais.

## Biographie

### En club
Emidio Graça joue dans le club du Vitória Setúbal pendant toute sa carrière à l'exception de la saison 1958-1959 pendant laquelle il évolue au FC Séville,.

### En équipe nationale
International portugais, il reçoit 12 sélections en équipe du Portugal entre 1955 et 1958, pour aucun but marqué.
Il joue son premier match en équipe nationale le 4 mai 1955 contre l'Écosse en amical (défaite 0-3 à Glasgow). 
Il dispute deux rencontres des qualifications pour la Coupe du monde 1958 contre l'Irlande du Nord et l'Italie. 
Son dernier match a lieu le 7 mai 1958 contre l'Angleterre en amical (défaite 1-2 à Londres).